# Ullatti kyrka
Ullatti kyrka, kyrkobyggnad i Ullatti längs länsväg 394 i Gällivare kommuns skogsbygd. Den tillhör Gällivare församling i Luleå stift.
Kyrkan är vit och byggdes 1956-1957. Arkitekt var Georg Rudner, som även har ritat bland annat ombyggnaden av Gustaf Vasa kyrka i Stockholm samt orgelfasad i Hjärtums kyrka i Bohuslän.
Kostnaderna bestreds dels av bygdens egna insatser, dels av gåvor. Två av de tre kyrkklockorna skänktes av Gällivare Allmänningsskog.

## Orgel
- Den nuvarande orgeln är byggd 1957 av Grönlunds Orgelbyggeri, Gammelstad och är en mekanisk orgel. Det är kyrkans första orgel.

| Manual        | Pedal   |
| Rörflöjt 8’   | Bihängd |
| Kvintadena 8' |         |
| Principal 4'  |         |
| Gedackt 4'    |         |
| Blockflöjt 2' |         |
| Cymbel III    |         |